# Kyoko Hamaguchi
Kyoko Hamaguchi –en japonés: 浜口京子, Hamaguchi Kyōko– (Taito, 11 de enero de 1978) es una deportista japonesa que compitió en lucha libre.
Participó en tres Juegos Olímpicos de Verano, obteniendo en total dos medallas de bronce, en Atenas 2004 y Pekín 2008, ambas en la categoría de 72 kg, y el 11.º lugar en Londres 2012. En los Juegos Asiáticos consiguió tres medallas: oro en Busán 2002, plata en Doha 2006 y bronce en Cantón 2010.
Ganó 10 medallas en el Campeonato Mundial de Lucha entre los años 1997 y 2010.

## Palmarés internacional
| Juegos Olímpicos   | Juegos Olímpicos            | Juegos Olímpicos  | Juegos Olímpicos |
| Año                | Lugar                       | Medalla           | Categoría        |
| ------------------ | --------------------------- | ----------------- | ---------------- |
| 2004               | Atenas (Grecia)             | Medalla de bronce | 72 kg            |
| 2008               | Pekín (China)               | Medalla de bronce | 72 kg            |
| Campeonato Mundial |                             |                   |                  |
| Año                | Lugar                       | Medalla           | Categoría        |
| 1997               | Clermont-Ferrand (Francia)  | Medalla de oro    | 75 kg            |
| 1998               | Poznań (Polonia)            | Medalla de oro    | 75 kg            |
| 1999               | Boden (Suecia)              | Medalla de oro    | 75 kg            |
| 2000               | Sofía (Bulgaria)            | Medalla de bronce | 75 kg            |
| 2002               | Calcis (Grecia)             | Medalla de oro    | 72 kg            |
| 2003               | Nueva York (Estados Unidos) | Medalla de oro    | 72 kg            |
| 2005               | Budapest (Hungría)          | Medalla de plata  | 72 kg            |
| 2006               | Cantón (China)              | Medalla de plata  | 72 kg            |
| 2008               | Tokio (Japón)               | Medalla de bronce | 72 kg            |
| 2010               | Moscú (Rusia)               | Medalla de bronce | 72 kg            |
| Juegos Asiáticos   |                             |                   |                  |
| Año                | Lugar                       | Medalla           | Categoría        |
| 2002               | Busán (Corea del Sur)       | Medalla de oro    | 72 kg            |
| 2006               | Doha (Catar)                | Medalla de plata  | 72 kg            |
| 2010               | Cantón (China)              | Medalla de bronce | 72 kg            |